# Booster Fuels
Booster Fuelsは、駐車場にガソリンを配達し、駐車中の自動車に給油を行うアプリベースのサービスを開発した企業である。サンマテオ (カリフォルニア州)に拠点を置くスタートアップで、不動産所有者、大学、商用車の所有企業等と提携している。また、同社によると、シスコシステムズ、オラクル、eBay、ペプシコ、Facebook等を含む300以上の企業の数万人の従業員を対象にサービスしている。

## 歴史
2015年にFrank Mycroft、Diego Netto、Tyler Raughにより創業された。創業からの18か月で、サンフランシスコ湾及びダラス・フォートワース郊外の顧客に対し、300万ガロン以上のガソリンを配達したと言われている。2020年末までに、シアトル、ワシントンD.C.、メリーランド州を含む新しいマーケットに事業を拡大すると発表した。

## ビジネス
Booster Fuelsのサービスでは、自社ブランドの紫色の燃料トラックを用いて、フリートやオフィス、商業施設の駐車場に燃料を配達する。顧客である法人または個人は、Booster Fuelsとの契約により、モバイルアプリを通じて燃料を注文できる。サービスを展開する際には、各町から許可を得る必要がある。

## ファンディング
2015年にベンチャーキャピタルから310万ドルを得た。さらに2016年までに、Maveron、Madrona Venture Group、Version One Ventures及びRRE VenturesからシリーズAラウンドのファンドを受け、資金は900万ドルに増えた。2017年8月までに、Conversion Capitalからのファンドを受け、資金は2000万ドルに増えた。2019年にはシリーズCラウンドを終え、資金はさらに増え、5500万ドルとなった。
| Funding | Funding | Funding | Funding     | Funding     |
| ------- | ------- | ------- | ----------- | ----------- |
| Year    |         |         |             | Amount      |
| 2019    | 2019    |         | $55 million | $55 million |
| 2017    | 2017    |         | $20 million | $20 million |
| 2016    | 2016    |         | $9 million  | $9 million  |
| 2015    | 2015    |         | $3 million  | $3 million  |
| Source: |         |         |             |             |